# HD 192263 b
HD 192263 b是一個質量大約為木星四分之三的太陽系外行星，以圓形軌道環繞母恆星，週期24日。

## 發現
2002年天文學家 G. Henry 宣稱在對 HD 192263進行測光時發現光度的變化，並且變化週期和速度與行星繞行速度相當。這些訊號可能是來自行星環繞母恆星或者是恆星自轉造成恆星表面活動變化產生的徑向速度變化。最終於2003年確認行星的存在。該行星被認為造成行星系統磁場的強度變化，因此使光度改變。
最早在2001年的天文測量中該行星的軌道傾角是179.5°，但現在根據恆星的黃道面為基準則認為該恆星是側向對著地球的。

## 外部連結
- . Exoplanets.   [2012-02-23]. （原始内容存档于2009-11-25）.
- . http://obswww.unige.ch/. （原始内容存档于2020-01-05）. – discovery announcement
- . http://exoplanets.org/. （原始内容存档于2009-02-13）.
- . Space.com article. （原始内容存档于2008-10-13）. 外部链接存在于|work= (帮助)
- . http://obswww.unige.ch/. （原始内容存档于2010-01-20）.
- . Observatory of Paris. （原始内容存档于2007-12-03）.